# Ana Diamandopulu
Ana Diamandopulu, gr. Άννα Διαμαντοπούλου (ur. 26 lutego 1959 w Kozani) – grecka polityk i inżynier, parlamentarzystka, działaczka PASOK-u, komisarz UE ds. zatrudnienia, spraw społecznych i wyrównywania szans w latach 1999–2004, od 2009 do 2012 minister.

## Życiorys
Ana Diamandopulu urodziła się w 1959 w Kozani. W latach 1976–1981 studiowała na wydziale budownictwa Uniwersytetu Arystotelesa w Salonikach. W 1993 ukończyła dwuletnie studia podyplomowe z dziedziny rozwoju regionalnego na Uniwersytecie Panteion w Atenach. W czasie studiów angażowała się w działalność ruchu studenckiego, a w 1976 została członkinią socjalistycznej partii PASOK.
W latach 1981–1985 pracowała w branży budowlanej. Od 1983 do 1985 była wykładowczynią w instytucie zajmującym się edukacją technologiczną w Kozani. W wieku 26 lat rozpoczęła pracę w administracji publicznej, obejmując stanowisko prefekta Kastorii. Następnie zajmowała stanowisko sekretarza generalnego ds. edukacji dorosłych (1987–1988) oraz sekretarza generalnego ds. młodzieży (1988–1988). W latach 1989–1993 pracowała jako dyrektor w firmie zajmującej się doradztwem w dziedzinie rozwoju regionalnego.
Od 1993 do 1994 stała na czele EOMMECh (greckiej organizacji małej i średniej przedsiębiorczości oraz rzemiosła). W latach 1994–1996 pełniła funkcję sekretarza generalnego ds. przemysłu. W 1996 została po raz pierwszy wybrana do Parlamentu Hellenów, a następnie mianowana wiceministrem ds. rozwoju. Nadzorowała sektor przemysłowy, w tym proces prywatyzacji i restrukturyzacji zakładów przemysłowych.
We wrześniu 1999 została mianowana w skład Komisji Europejskiej, odpowiadając za zatrudnienie, sprawy społeczne i wyrównywanie szans w komisji Romano Prodiego. W lutym 2004 wzięła bezpłatny urlop, by wziąć udział wyborach parlamentarnych w Grecji z 7 marca 2004. W ich wyniku dostała się do parlamentu z ramienia PASOK.
10 marca 2004 oficjalnie zrezygnowała z urzędu komisarza. Z powodzeniem ubiegała się o poselską reelekcję w 2007 i 2009, zasiadając w Parlamencie Hellenów do 2012. 7 października 2009 objęła stanowisko ministra edukacji, kształcenia ustawicznego i spraw religijnych w gabinecie premiera Jorgosa Papandreu. Pozostała na tym urzędzie również w utworzonym 11 listopada 2011 rządzie Lukasa Papadimosa. 7 marca 2012 przeszła w tym gabinecie na stanowisko ministra rozwoju, konkurencji i gospodarski morskiej, zajmując je do 17 maja 2012.
Po odejściu z parlamentu zajęła się ponownie działalnością akademicką, założyła również prywatny think tank To Diktio.